# Seiberg-Witten-Invariante
In der Mathematik sind die Seiberg-Witten-Invarianten wichtige Invarianten differenzierbarer 4-Mannigfaltigkeiten. Zu ihren Anwendungen gehören der Beweis der Thom-Vermutung oder der Nichtexistenz von Metriken positiver Skalarkrümmung, Zerlegungen als zusammenhängender Summe oder symplektischer Strukturen auf verschiedenen 4-Mannigfaltigkeiten. Weiterhin können sie verschiedene Differentialstrukturen auf topologischen 4-Mannigfaltigkeiten unterscheiden.

## Definition
Sei {\displaystyle M} eine kompakte differenzierbare 4-Mannigfaltigkeit mit einer Riemannschen Metrik {\displaystyle g} und einer Spinc-Struktur {\displaystyle {\mathfrak {s}}}. Letztere besteht insbesondere aus komplexen Ebenenbündeln {\displaystyle W^{\pm }\twoheadrightarrow M}, genannt assoziierte Spinorbündel (deren Schnitte (anti) selbstduale Spinoren genannt werden), mit gleichem Determinantenbündel {\displaystyle L=\det(W^{\pm })\twoheadrightarrow M}. Da das Determinantenbündel die erste Chern-Klasse erhält, haben alle Vektorbündel die gleiche erste Chern-Klasse {\displaystyle c_{1}({\mathfrak {s}}):=c_{1}(L)=c_{1}(W^{\pm })} mit {\displaystyle c_{1}({\mathfrak {s}})\operatorname {mod} 2=w_{2}(M)}.
Für eine generische selbst-duale 2-Form {\displaystyle \eta } ist der Seiberg-Witten-Modulraum {\displaystyle {\mathcal {M}}} der Lösungen der gestörten Seiberg-Witten-Gleichungen eine kompakte, orientierbare Mannigfaltigkeit der Dimension
{\displaystyle i({\mathfrak {s}}):={\frac {1}{4}}(c_{1}(L)^{2}-2\chi (M)-3\operatorname {sign} (M))}.
Die Eichgruppe {\displaystyle {\mathcal {G}}=\operatorname {Map} (M,S^{1})} und ihre Untergruppe {\displaystyle {\mathcal {G}}_{0}=\left\{u\in {\mathcal {G}}\colon u(x_{0})=1\right\}} wirken auf {\displaystyle {\mathcal {M}}}. Der Quotientenraum {\displaystyle {\mathcal {M}}/{\mathcal {G}}_{0}} ist ein U(1)-Hauptfaserbündel über {\displaystyle {\mathcal {M}}/{\mathcal {G}}}. Sei {\displaystyle e\in H^{2}({\mathcal {M}}/{\mathcal {G}};\mathbb {Z} )} seine Eulerklasse. 
Wenn {\displaystyle b_{2}^{+}(M)-b_{1}(M)} ungerade ist, dann ist die Dimension von {\displaystyle {\mathcal {M}}} eine gerade Zahl {\displaystyle i(L)=2d}. Man definiert dann 
{\displaystyle \operatorname {SW} (M,{\mathfrak {s}};g,\eta ):=\int _{\mathcal {M}}e^{d}}.
Für {\displaystyle b_{2}^{+}(M)\geq 2} hängt diese Invariante nicht von {\displaystyle g} und {\displaystyle \eta } ab und wird als Seiberg-Witten-Invariante {\displaystyle \operatorname {SW} (M,{\mathfrak {s}})} bezeichnet. Mit dem Raum {\displaystyle \operatorname {Spin} ^{\mathrm {c} }(M)\cong H^{2}(M,\mathbb {Z} )} aller Spinc-Strukturen wird die Seiberg-Witten-Invariante in diesem Fall zu einer Abbildung {\displaystyle \operatorname {SW} \colon \operatorname {Spin} ^{\mathrm {c} }(M)\cong H^{2}(M,\mathbb {Z} )\rightarrow \mathbb {Z} }. Eine ähnliche Abbildung ist mit der Wahl einer Fundamentalklasse {\displaystyle [M]\in H_{4}(M,\mathbb {Z} )\cong \mathbb {Z} }, nämlich einem Generator, die zur Klassifikation von 4-Mannigfaltigkeiten essentielle Schnittform {\displaystyle H^{2}(M,\mathbb {Z} )\rightarrow \mathbb {Z} ,c\mapsto \langle c\smile c,[M]\rangle }.

## Eigenschaften
Im Folgenden sei stets {\displaystyle b_{2}^{+}(M)-b_{1}(M)} ungerade und {\displaystyle b_{2}^{+}(M)\geq 2}. Eine Kohomologieklasse {\displaystyle c\in H^{2}(M;\mathbb {Z} )} heißt Basisklasse, wenn es eine Spinc-Struktur {\displaystyle {\mathfrak {s}}} mit {\displaystyle c_{1}(L)=c} und {\displaystyle \operatorname {SW} (M,{\mathfrak {s}})\not =0} gibt.
- Wenn {\displaystyle f\colon M_{1}\to M_{2}} ein orientierungserhaltender Diffeomorphismus ist, dann ist:[1]
{\displaystyle \operatorname {SW} (M_{1},f^{*}{\mathfrak {s}})=\operatorname {SW} (M,{\mathfrak {s}}).}
- Für jede Basisklasse {\displaystyle c} gilt:
{\displaystyle c\cdot c\geq 2\chi (M)+3\operatorname {sign} (M).}
- Für die duale Spinc-Struktur {\displaystyle {\mathfrak {s}}^{*}} gilt:
{\displaystyle \operatorname {SW} (M,{\mathfrak {s}}^{*})=(-1)^{\frac {\chi (M)+\operatorname {sign} (M)}{4}}\operatorname {SW} (M,{\mathfrak {s}}).}
- {\displaystyle M} hat nur endlich viele Basisklassen.
- Wenn {\displaystyle M} eine Metrik positiver Skalarkrümmung besitzt, dann gilt {\displaystyle \operatorname {SW} (M,{\mathfrak {s}})=0} für alle {\displaystyle {\mathfrak {s}}}.[2]
- Wenn {\displaystyle M=X\sharp Y} für kompakte, orientierbare, glatte 4-Mannigfaltigkeiten {\displaystyle X,Y} mit {\displaystyle b_{2}^{+}>0}, dann gilt {\displaystyle \operatorname {SW} (M,{\mathfrak {s}})=0} für alle {\displaystyle {\mathfrak {s}}}.[3]
- Wenn {\displaystyle b_{1}(X)=b_{2}^{+}(X)=0} gilt und für eine Spinc-Struktur {\displaystyle {\mathfrak {s}}_{X}} mit {\displaystyle c_{1}=c_{X}} die Ungleichung {\displaystyle c\cdot c-2\chi (M)-3\operatorname {sign} (M)+c_{X}\cdot c_{X}+b_{2}(X)\geq 0} gilt, dann ist {\displaystyle \operatorname {SW} (M,{\mathfrak {s}})=\operatorname {SW} (M\sharp X,{\mathfrak {s}}\sharp {\mathfrak {s}}_{X})}.
- Für eine eingebettete, kompakte, orientierbare Fläche {\displaystyle \Sigma \subset M} des Geschlechts {\displaystyle g(\Sigma )} gilt {\displaystyle 2g(\Sigma )-2\geq \Sigma \cdot \Sigma +\vert c\cdot \Sigma \vert } für jede Basisklasse {\displaystyle c}.[4]
- Wenn {\displaystyle M} eine symplektische Mannigfaltigkeit mit kanonischer Spinc-Struktur {\displaystyle {\mathfrak {s}}_{can}} ist, dann ist {\displaystyle \operatorname {SW} (M,{\mathfrak {s}}_{can})=1}.